# Policàrpia

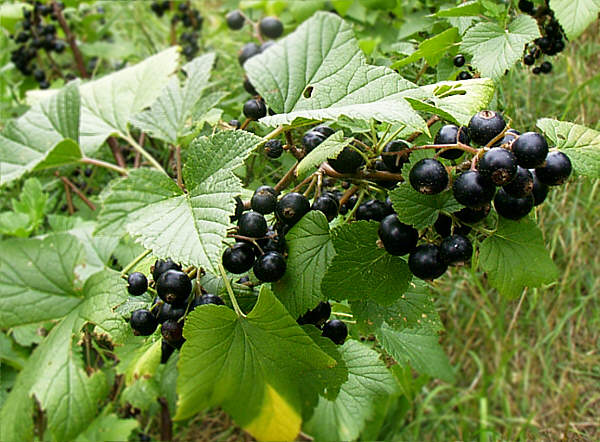
El groseller negre és una de les moltes plantes policàrpiques, donat que floreix i dona fruit moltes vegades durant la seva vida

Les plantes policàrpiques són plantes que floreixen repetidament i que donen fruits al llarg de la vida.).
El seu antònim és la monocàrpia que només floreixen i donen fruit una vegada en la seva vida.
Gairebé totes les plantes policàrpiques són perennes. Les plantes policàrpiques inclouen la majoria de plantes perennes (arbres i arbusts). Arribats a la maduresa, les plantes policàrpiques floreixen i donen fruit diverses vegades durant diversos anys. Es tracta de plantes perennes de fitocenosis naturals (per exemple, til·ler, avellana, nabiu) i agrocenoses (per exemple, la pomera, arç cerval, grosella, maduixa).